# (6102) Visby
(6102) Visby es un asteroide perteneciente al cinturón de asteroides, región del sistema solar que se encuentra entre las órbitas de Marte y Júpiter, descubierto el 21 de marzo de 1993 por el equipo del Uppsala-ESO Survey of Asteroids and Comets desde el Observatorio de La Silla, Chile.

## Designación y nombre
Designado provisionalmente como 1993 FQ25. Fue nombrado Visby en homenaje a la ciudad de Visby, todavía rodeada por una muralla medieval, en la isla sueca de Gotland.

## Características orbitales
Visby está situado a una distancia media del Sol de 2,599 ua, pudiendo alejarse hasta 3,025 ua y acercarse hasta 2,173 ua. Su excentricidad es 0,163 y la inclinación orbital 1,760 grados. Emplea 1530,95 días en completar una órbita alrededor del Sol.

## Características físicas
La magnitud absoluta de Visby es 13,8. Tiene 4,473 km de diámetro y su albedo se estima en 0,292. 